# Токчин
Токчи́н (рос. Токчин) — село у складі Дульдургинського району Забайкальського краю, Росія. Адміністративний центр Токчинського сільського поселення.

## Населення
Населення — 1210 осіб (2010; 1151 у 2002).
Національний склад (станом на 2002 рік):
- буряти — 82 %